# Tichon (Iwanow)
Tichon, imię świeckie Christo Georgiew Iwanow (ur. 26 maja 1945 w Stuttgarcie) – bułgarski biskup prawosławny.

## Życiorys
Jest synem Bułgara i Niemki. Ukończył seminarium duchowne w Sofii i studia na Akademii Duchownej w tym samym mieście, po czym podjął pracę w wydawnictwie i bibliotece Świętego Synodu Bułgarskiego Kościoła Prawosławnego. W 1979 wyjechał do RFN, gdzie ożenił się i miał dwoje dzieci. W 2000 jego małżeństwo zakończyło się rozwodem. 11 listopada tego samego roku Christo Iwanow złożył na ręce metropolity zachodnio- i środkowoeuropejskiego Symeona wieczyste śluby mnisze. Osiem dni później został wyświęcony na hieromnicha. 
W 2000 metropolita Symeon powierzył mu godność protosyngla metropolii zachodnio- i środkowoeuropejskiej. 8 lipca 2001 otrzymał godność archimandryty. Dwa lata później, 6 lipca 2003, został wyświęcony na biskupa tiweriopolskiego, wikariusza metropolii zachodnio- i środkowoeuropejskiej, wbrew regułom wewnętrznym Kościoła, które zezwalają na chirotonie biskupie wyłącznie mężczyzn, którzy przeżyli w monasterze co najmniej 10 lat.
Od 2010 jest proboszczem parafii przy katedralnym soborze św. Aleksandra Newskiego w Sofii.
Tichon (Iwanow) jako pierwszy duchowny w Bułgarii został zaszczepiony przeciwko COVID-19. Szczepionkę przyjął 27 grudnia 2020 r. w szpitalu św. Anny w Sofii, zaraz po ministrze zdrowia Kostadinie Angełowie.